# Dusheti
Dusheti (in georgiano დუშეთი?) è un comune della Georgia, situato nella regione di Mtskheta-Mtianeti, a 54 km a nord est dalla capitale Tblisi.

## Storia
Dusheti si trova su entrambe le rive del piccolo fiume montuoso Dushetis-Khevi ai piedi della catena del Gran Caucaso ad un'altitudine di 900 m. Il comune di Dusheti che, oltre la città stessa, comprende diversi villaggi della storica comunità di Pkhovi,  Pshavi e Khevsureti. A partire dal censimento del 2014 in tutta la Georgia, la città aveva una popolazione di circa 6.167 abitanti
Lo stemma Dusheti, ideato e adottato nel 1875, fu utilizzato sotto il dominio imperiale russo. Dusheti compare per la prima volta in documenti scritti georgiani nel 1215. Nel XVII secolo, servì come residenza dei signori montuosi locali - i duchi di Aragvi - la cui sfida alla corona georgiana portò più di una volta a invasioni e devastazioni del città dalle truppe reali. Dopo l'abolizione del ducato di Aragvi nel 1740, Dusheti passò alla corona ma declinò notevolmente. Nel 1801, i russi presero il controllo e concessero a Dusheti lo status di città. L'anno successivo divenne il centro di Dushetsky Uyezd. La città e i suoi dintorni furono teatro di disordini durante la rivoluzione russa del 1905, la rivolta dei contadini nel 1918 ed uno scontro armato nel 1924 durante la rivolta di agosto contro il dominio sovietico. Dusheti era un centro dell'agricoltura e dell'industria leggera durante l'era sovietica, ma ha subito un declino economico ed una diminuzione della popolazione negli anni successivi alla disintegrazione dell'Unione Sovietica. Al giorno d'oggi, la maggior parte delle persone lavora nei principalmente nei settori dei servizi e nell'agricoltura di sussistenza. La città è anche conosciuta per i suoi khink'ali, degli gnocchi ripieni di carne molto popolari in Georgia.

## Cultura
Ci sono diversi luoghi storici e ricreativi dentro e intorno a Dusheti come il castello di Ananuri e il lago Bazaleti. La città stessa ospita numerosi monumenti architettonici tra cui la chiesa di Lomisa del IX-X secolo dedicata a San Giorgio ed il palazzo della famiglia Chilashvili del XVIII secolo.